# Cerro del Verdún
El Cerro del Verdún es una elevación natural de unos 326 metros de altura ubicado sobre la ruta 12, a 4 km de la ciudad de Minas en Lavalleja, Uruguay.

## Historia

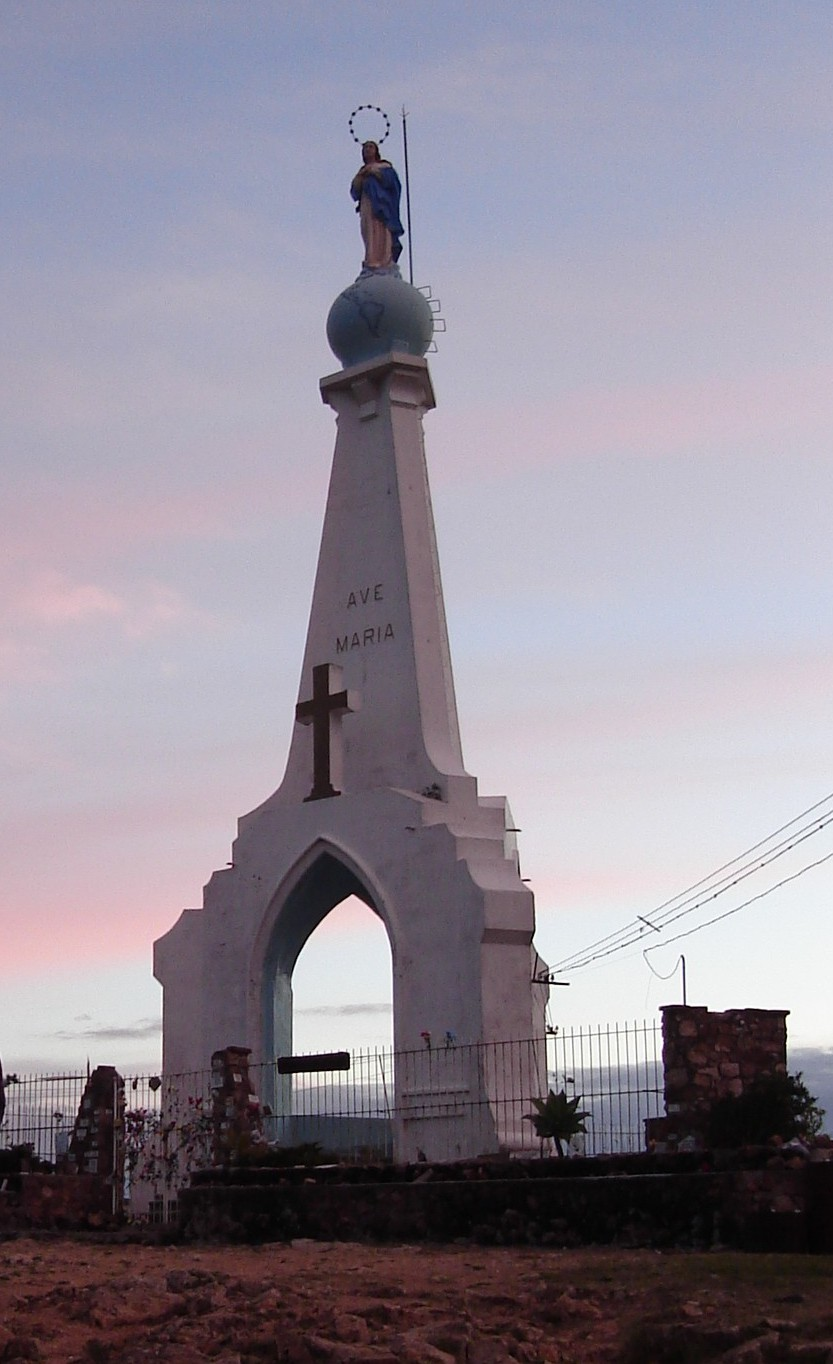
Santuario de la Virgen del Verdún en el Cerro del Verdún.

Su nombre se debe a Juan Bautista Berdum, quien fue el primer poblador del lugar de origen vasco francés, a quien el gobierno de España le donó el terreno en 1801.
En 1900, el párroco local Don José De Luca le solicita a Pedro Dartayete y a doña María Ariza, propietarios del terreno en ese tiempo, la autorización para levantar un santuario en la cima del cerro.
La inauguración de la estatua de la Virgen de la Inmaculada Concepción en la cima del cerro tuvo lugar el 21 de abril de 1901.
A partir de 1901, se comienza a realizar la peregrinación hacia el santuario de la Virgen de la Inmaculada Concepción ubicado en el cerro a 326 metros de altura del nivel del mar.
El 1906, Monseñor Soler encargó al arquitecto D. Cayetano Bringas realizar un proyecto de tres grandes pilastrones con ángeles que representaran las tres virtudes teologales: fe, esperanza y caridad.
El 18 de noviembre de 1909, es traída la estatua que mide 3 metros 15 de altura originaria de Francia, que bendecida por Monseñor Isasa en una multitud de peregrinos. 
El 19 de abril de 1910 fue inaugurado el templete actual.
En 2012, el santuario a la Virgen del Verdún fue declarado Santuario nacional por la Conferencia Episcopal uruguaya y es denominado Santuario Nacional Nuestra Señora del Verdún.
El 19 de abril de 2014, fue inaugurado el templete restaurado de la Virgen del Verdún sobre la base de un proyecto realizado por los arquitectos Francisco Collet y Diego Neri.

## Peregrinación al Santuario del Verdún
El Cerro del Verdún es conocido por la peregrinación al Santuario Nacional Nuestra Señora del Verdún que se realiza desde 1901 cada 19 de abril.
Más de 80 mil personas, incluyendo la Conferencia Episcopal del Uruguay, concurren anualmente a la celebración.
Cronograma de actividades del 19 de abril en el Cerro del Verdún:
```
08:00 - Misa en la Gruta
10:00 - Misa en la Gruta
12:00 - Procesión desde la Gruta hasta la Cumbre, rezando el Rosario. 
        Celebración de la Santa Misa en el Templete.
15:00 - Misa central de la Festividad, Solemne Concelebración
16:30- Actividad-Artístico-Cultural
18:00- Cierre de la Fiesta, rezo del Angelus en el Templete
09:00 a 18:00 - Confesiones. 
```